# Сёстры Толмачёвы
Мари́я и Анастаси́я Андре́евны Толмачёвы (род. 14 января 1997, Курск, Россия) — российские певицы, сёстры-близнецы, победительницы конкурса песни «Детское Евровидение — 2006». Представительницы России на конкурсе песни «Евровидение — 2014».

## Биография
Родились 14 января 1997 года в Курске.
После своей победы сёстры, по опросам ВЦИОМ, попали в число наиболее популярных личностей 2006 года, хотя и не заняли там значительных мест.
В 2007 году снялись в новогоднем мюзикле «Королевство кривых зеркал», в котором спели трио с Аллой Пугачёвой песню «Дин-дон».

## Евровидение 2014
В 2014 году сёстры представляли Россию на конкурсе Евровидение 2014, где исполняли песню «Shine», заняв седьмое место в финале. Изначально Сестёр Толмачевых едва не сняли с Евровидения, поскольку иностранные журналисты в тексте песни услышали слово «Crimea» (см.аннексия Крыма) вместо «the crime» (означающем криминал, преступление).
По причине событий в Крыму, во время полуфинала и финала сёстры были освистаны зрителями. Освистывание было слышно, когда страны отдавали России голоса. Фрейзер Нельсон написал: «Я не могу припомнить, когда в последний раз кого-либо освистывали на „Евровидении“; в ходе войны в Ираке в 2003 году никто не освистывал Британию». На пресс-конференции финалистов сёстрам, вопреки традиции, не задали ни одного вопроса.
В 2019 году были членами профессионального российского жюри на Евровидении-2019.

## Карьера

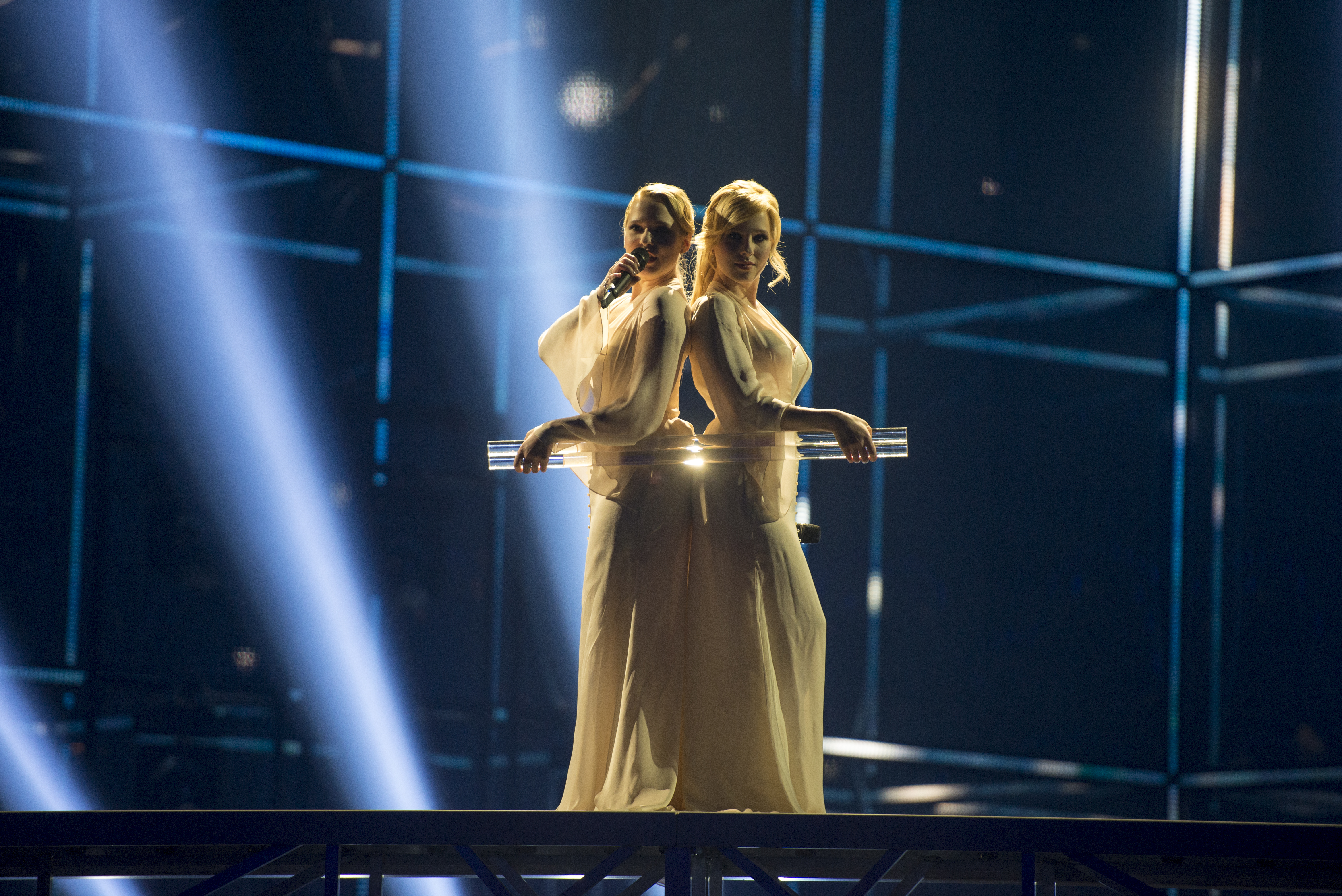
Выступление на Евровидении-2014.

- 2006 — Победа на Детском конкурсе песни Евровидение.
- 2007
  - Спец. приз на Премии Муз-ТВ 2007 за победу в Детском конкурсе песни Евровидение 2006[18]
  - Участие в церемонии открытия фестиваля «Славянский базар»[19]
  - Выход альбома «Половинки»[20]
  - Главные роли в новогоднем мюзикле «Королевство кривых зеркал» (ремейк фильма-сказки Александра Роу «Королевство Кривых Зеркал»[21].
- 2008 — Выступления в качестве приглашённых звёзд на городских мероприятиях местного значения (например, на Дне Города в Чебоксарах[22]).
- 2009 — Выступления в качестве приглашённых звёзд на открытии Евровидения-2009.
- 2014 — Выступление на Евровидении-2014.
- 2015 — Участие в проекте «Голос-Курск. Дети» в качестве жюри[23].

## Дискография

### Студийный альбом
- 2007: Половинки

### Синглы
- 2006: Весенний джаз
- 2014: Половина
- 2014: Shine
- 2015: Сердце моё
- 2015: Уходи
- 2016: На двоих одна любовь
- 2016: Магнит